# Pik Graura
Der Pik Gaura (Transkription von russisch Рик Граура) ist ein Berg im ostantarktischen Königin-Maud-Land. Im Gagaringebirge der Orvinfjella ragt er an der Südseite der Moräne Mel auf.
Russische Wissenschaftler benannten ihn. Der weitere Benennungshintergrund ist nicht überliefert.